# Antònia Major
Antònia Major (en llatí Antonia Maior) va ser la filla gran de Marc Antoni amb Octàvia, nascuda l'any 39 aC a Atenes, però va ser portada a Roma per la seva mare després del 36 aC.
Es va casar amb Luci Domici Ahenobarb aproximadament l'any 26 aC, i d'aquest matrimoni van néixer:
- Domícia Lèpida Major, casada amb Dècim Hateri Agripa (mort l'any 32), amb qui va tenir Quint Hateri Antoní. Es va casar després amb Gai Sal·lusti Passiè Crisp, cònsol sufecte el 27 i cònsol el 44[4]
- Gneu Domici Ahenobarb (cònsol 32 aC), que es va casar amb sa cosina Agripina Menor i van ser els pares de l'emperador Neró
- Domícia Lèpida Menor, casada amb son cosí el cònsol Marc Valeri Messal·la Barbat Apià, amb el que va tenir una filla, Valèria Messalina. Vídua, es va casar de segones amb Faust Corneli Sul·la (cònsol l'any 31) i va tenir un fill, Faust Corneli Sul·la, cònsol l'any 52. Encara es va casar una tercera vegada, vers l'any 41, amb Api Juni Silà, executat l'any 42.

Antònia Major va morir abans de l'any 25.